# Agapetus zniachtl
Agapetus zniachtl är en nattsländeart som beskrevs av Malicky 1995. Agapetus zniachtl ingår i släktet Agapetus och familjen stenhusnattsländor. Inga underarter finns listade i Catalogue of Life.